# Caux

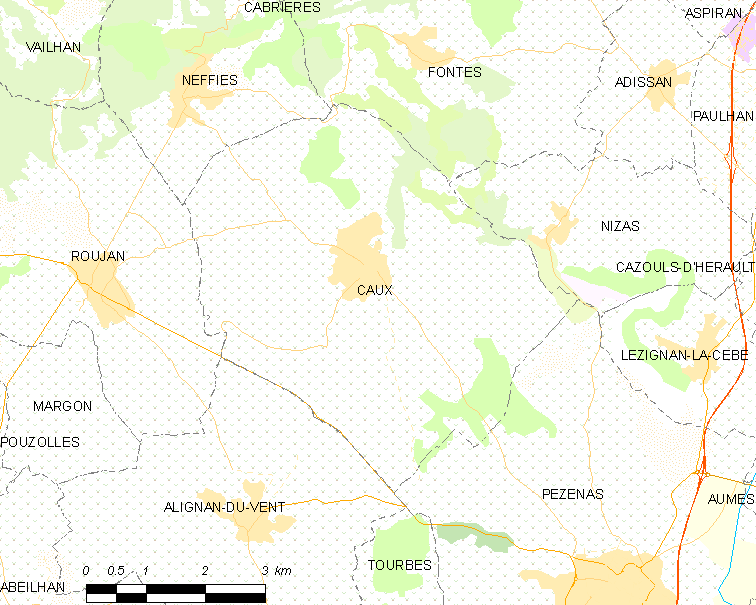
Mapa.

 Caux  (en idioma occitano Caus) es una población y comuna francesa, situada en la región de Occitania, departamento de Hérault, en el distrito de Béziers y cantón de Pézenas.

## Demografía
| 1774 | 1711 | 1546 | 1578 | 1709 | 1968 | 2540 |
| Para los censos de 1962 a 1999 la población legal corresponde a la población sin duplicidades (Fuente: INSEE [Consultar]) |      |      |      |      |      |      |